# Bethel (Kanaän)

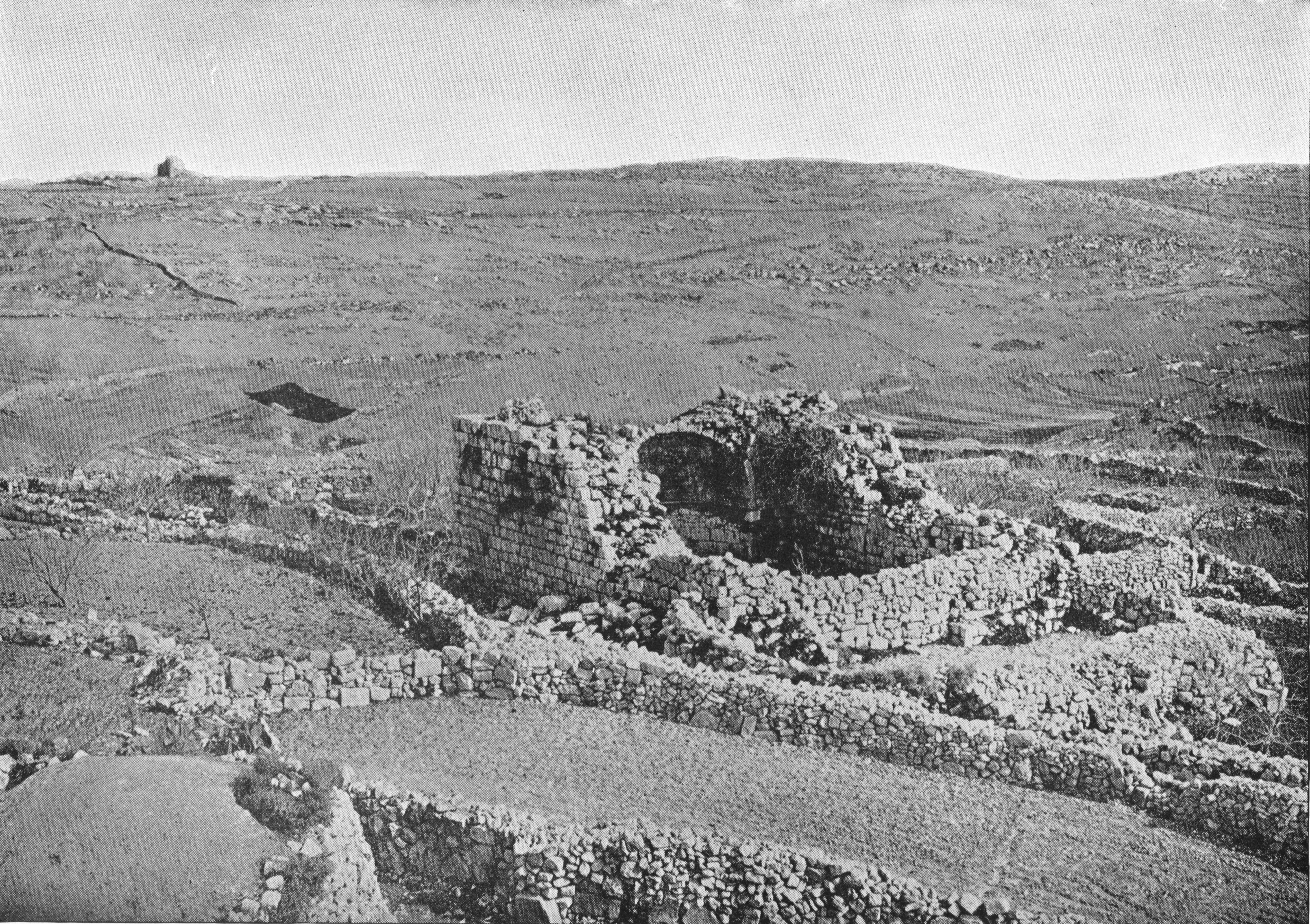
Bethel en omgeving in 1894

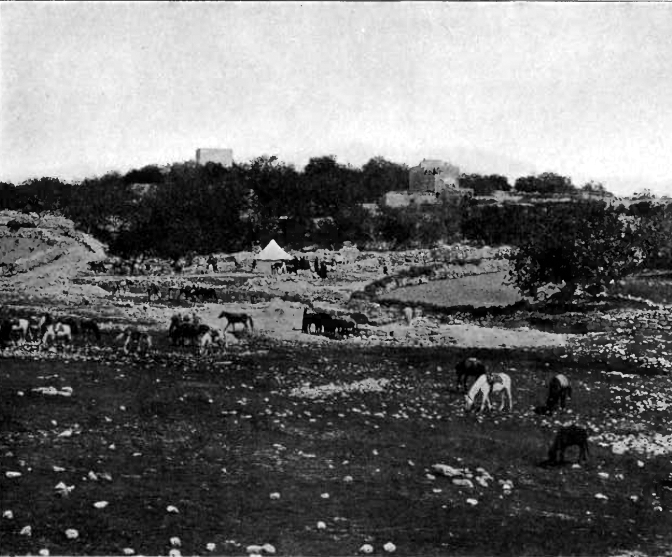
Bethel 1912

Bethel of Betel (Hebreeuws: בֵּית־אֵל) is de naam die in de Hebreeuwse Bijbel gegeven is aan een plek gelegen bij de oud-Kanaänitische stad Luz. Het is gelegen in het Gouvernement Ramallah & Al-Bireh op de Westelijke Jordaanoever, maar de exacte locatie is onduidelijk; het kan zowel al-Bireh als Beitin zijn.

## In de Bijbel

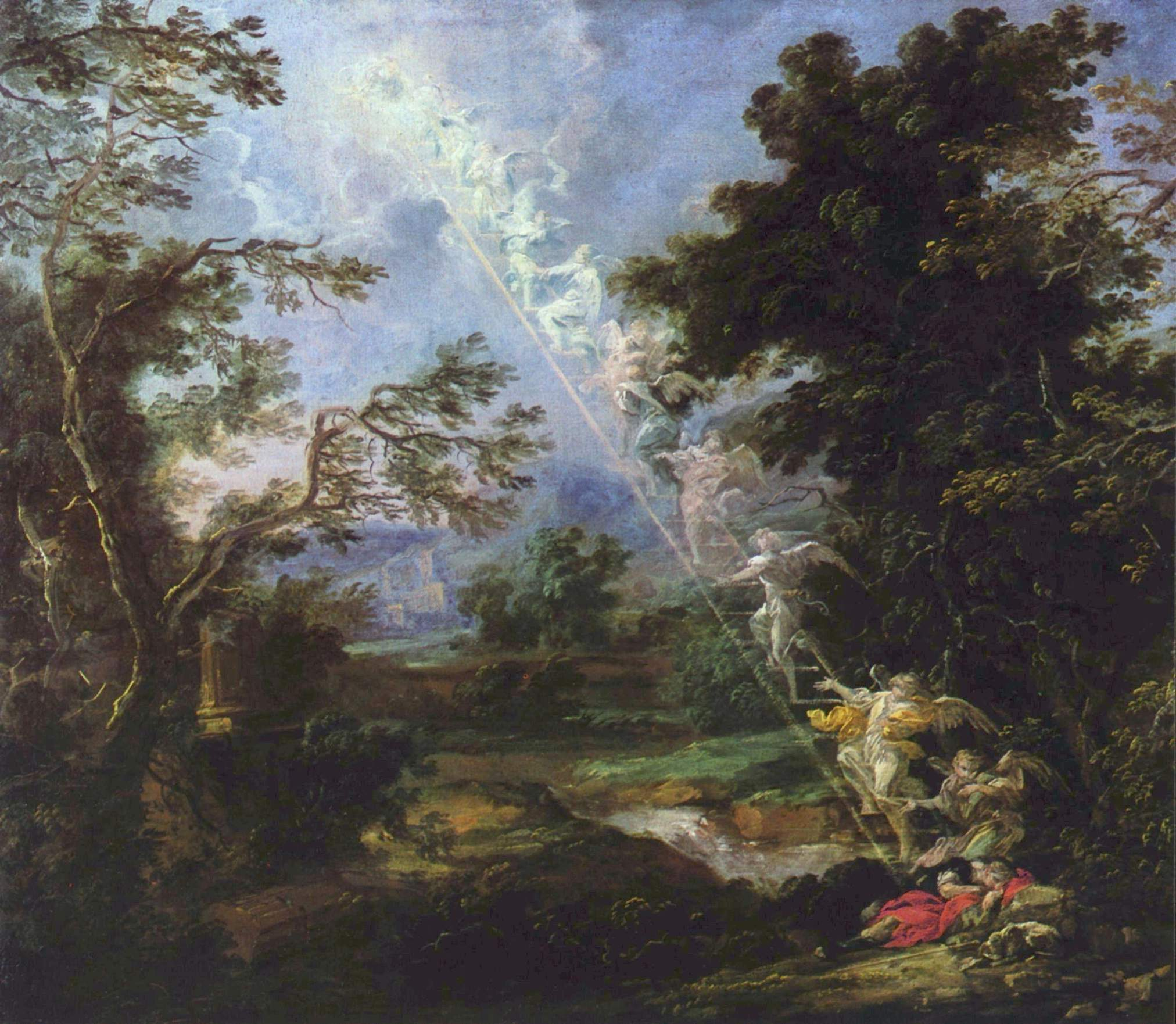
De jakobsladder (ca. 1691) in Bethel - een schilderij van Michael Willmann (in 1945 verloren gegaan)

De naam Bethel wordt in de Hebreeuwse Bijbel genoemd in Genesis 12 en 13 in de geschiedenis van Abraham. (Volgens Genesis 28 en 48 heette de plaats oorspronkelijk Luz.) Volgens dit verhaal was Jakob op de vlucht voor zijn tweelingbroer Esau en zag hij op die plek in een droom een ladder naar de hemel - de Jakobsladder. Engelen gingen de ladder op en af en bovenaan stond God, die Jakob en zijn nageslacht het land Kanaän beloofde. Jakob richtte daar een steen op en gaf die plek de naam Beth-El, Hebreeuws voor "Huis van El" of "Huis van God" (Genesis 28:10-22). Ook in Genesis 35 wordt beschreven hoe de plaatsnaam Luz in Bethel werd veranderd. In Jozua 16:2 wordt de plaats nog "Bethel, behorend bij Luz" genoemd.
De benaming van een bezielde steen, een 'betyl', een zuil of een stele zou hiervan afgeleid kunnen zijn. Dit concept is afkomstig uit het prehistorisch sjamanisme.
Vooral in de Verenigde Staten en Canada zijn veel plaatsen gesticht met de naam Bethel. Jehova's getuigen noemen hun kantoren Bethel.